# Gredisans
Gredisans és un municipi francès situat al departament del Jura i a la regió de Borgonya - Franc Comtat. L'any 2007 tenia 144 habitants.

## Demografia

### Població
El 2007 la població de fet de Gredisans era de 144 persones. Hi havia 55 famílies de les quals 12 eren unipersonals (12 homes vivint sols), 23 parelles sense fills, 16 parelles amb fills i 4 famílies monoparentals amb fills.
La població ha evolucionat segons el següent gràfic:
Habitants censats

### Habitatges
El 2007 hi havia 63 habitatges, 55 eren l'habitatge principal de la família, 4 eren segones residències i 3 estaven desocupats. 57 eren cases i 4 eren apartaments. Dels 55 habitatges principals, 45 estaven ocupats pels seus propietaris, 8 estaven llogats i ocupats pels llogaters i 3 estaven cedits a títol gratuït; 6 tenien dues cambres, 2 en tenien tres, 10 en tenien quatre i 38 en tenien cinc o més. 40 habitatges disposaven pel capbaix d'una plaça de pàrquing. A 19 habitatges hi havia un automòbil i a 32 n'hi havia dos o més.

### Piràmide de població
La piràmide de població per edats i sexe el 2009 era:
| Homes | Edats   | Dones |
| ----- | ------- | ----- |
| 0     | 95 o +  | 0     |
| 0     | 90 a 94 | 0     |
| 0     | 85 a 89 | 0     |
| 4     | 80 a 84 | 0     |
| 0     | 75 a 79 | 4     |
| 0     | 70 a 74 | 0     |
| 0     | 65 a 69 | 0     |
| 8     | 60 a 64 | 4     |
| 0     | 55 a 59 | 4     |
| 4     | 50 a 54 | 0     |
| 8     | 45 a 49 | 8     |
| 12    | 40 a 44 | 8     |
| 0     | 35 a 39 | 4     |
| 0     | 30 a 34 | 4     |
| 4     | 25 a 29 | 4     |
| 4     | 20 a 24 | 8     |
| 12    | 15 a 19 | 8     |
| 4     | 10 a 14 | 16    |
| 8     | 5 a 9   | 4     |
| 0     | 0 a 4   | 0     |

## Economia
El 2007 la població en edat de treballar era de 102 persones, 74 eren actives i 28 eren inactives. De les 74 persones actives 69 estaven ocupades (44 homes i 25 dones) i 5 estaven aturades (1 home i 4 dones). De les 28 persones inactives 6 estaven jubilades, 6 estaven estudiant i 16 estaven classificades com a «altres inactius».

### Ingressos
El 2009 a Gredisans hi havia 57 unitats fiscals que integraven 160 persones, la mediana anual d'ingressos fiscals per persona era de 17.119 €.

### Activitats econòmiques
Dels 4 establiments que hi havia el 2007, 2 eren d'empreses de construcció, 1 d'una empresa de comerç i reparació d'automòbils i 1 d'una empresa classificada com a «altres activitats de serveis».
L'únic servei als particulars que hi havia el 2009 era una lampisteria.

## Equipaments sanitaris i escolars
El 2009 hi havia una escola elemental integrada dins d'un grup escolar amb les comunes properes formant una escola dispersa.

## Poblacions més properes
El següent diagrama mostra les poblacions més properes.